# New Yorks undre värld
New Yorks undre värld är en amerikansk film från 1938 i regi av Fritz Lang.

## Handling
Joe Dennis har ett kriminellt förflutet och arbetar för Mr. Morris på ett varuhus. Morris har som idé att ge kriminella en andra chans att anpassa sig till samhället. Joe är kär i Helen som också arbetar på varuhuset, men vet inte om att även hon har ett kriminellt förflutet.

## Rollista
- Sylvia Sidney - Helen Dennis
- George Raft - Joe Dennis
- Robert Cummings - Jim
- Barton MacLane - Mickey Bain
- Roscoe Karns - Cuffy
- Harry Carey - Jerome Morris
- George E. Stone - Patsy
- Warren Hymer - Gimpy
- Guinn Williams - Taxi
- Bernadene Hayes - Nellie
- Joyce Compton - shoppande blondin
- Richard Denning - försäljare
- Willard Robertson - J. Dayton
- Arthur Hoyt - Mr. Klein
- Cecil Cunningham - Mrs. Mary Morris
- William B. Davidson - N.G. Borton